# أم العوشز
أم العوشز، قرية من قرى محافظة المهد، والتابعة لمنطقة المدينة المنورة في السعودية. تقع في جنوب شرق المدينة المنورة، وتبعد عنها بمسافة تقارب (200 ) كيلو متر، وعن مهد الذهب بمسافة تقارب ( 20) كيلو متر والطريق المؤدي لها لازال طريق ترابي من جهة طريق عفيف /المهد وطوله حوالي (18)كيلو متر يمر بأم رضمه -أم العوشز ) قرية أم العوشز سكانها هم (ذوي طري من ذوي جبار من الموازين من قبيلة مطير ويوجد بها مدرسة حكومية (سهل ابن قيس الابتدائية).